# Exhibition (film 2013)
Exhibition è un film drammatico del 2013 scritto e diretto da Joanna Hogg, interpretato da Viv Albertine, Liam Gillick e Tom Hiddleston. Il film è stato presentato al Locarno Film Festival nell'agosto 2013 ed è uscito nel Regno Unito il 25 aprile 2014.

## Trama
Una coppia di sposi decide di lasciare la sua casa, nella parte occidentale della moderna Londra, per trasferirsi in campagna e lì iniziare una nuova vita.

## Produzione
Le riprese sono iniziate nell'ottobre 2012 e si sono svolte nel corso di 6 settimane a Londra.